# Nematoscelis megalops
Nematoscelis megalops är en kräftdjursart som beskrevs av Georg Ossian Sars 1883. Nematoscelis megalops ingår i släktet Nematoscelis och familjen lysräkor. Arten är reproducerande i Sverige. Inga underarter finns listade i Catalogue of Life.